# 섬 (에너지)
섬(영어: therm)은 열에너지를 나타내는 단위로 10만 영국 열량 단위에 해당한다. 기호로 ‘thm’이라고 표기한다.
서미(thermie)는 종종 쓰이는 열에너지의 단위로 1천 킬로칼로리와 동일하다. ‘th’로 나타낸다.

## 정의
- 1 섬 (EC) ≡ 100,000 BTUIT[1]

= 105,506,000 줄
≈ 29.3072222 kWh
섬은 미국 내에서도 일부 사용된다.
- 1 섬 (US) ≡ 100,000 BTU59°F[2]

= 105,480,400 줄
≈ 29.3001111 kWh.
- 1 섬 (UK) = 105,505,585.257 348 줄[3]

≈ 29.30710701583 kWh

## 같이 보기
- 석유환산배럴